# ماکسیم ژوزه
ماکسیم ژوزه (انگلیسی: Maxime Josse؛ زادهٔ ۲۱ مارس ۱۹۸۷) بازیکن فوتبال اهل فرانسه است.
از باشگاه‌هایی که در آن بازی کرده‌است می‌توان به باشگاه فوتبال استاد برستوا ۲۹، باشگاه فوتبال بنی سخنین، باشگاه فوتبال آنژه، باشگاه فوتبال سوشو، باشگاه فوتبال اینتر تورکو، و باشگاه فوتبال لیتکس لووچ اشاره کرد.
وی همچنین در تیم‌های ملی فوتبال زیر ۱۸ سال فرانسه، زیر ۱۹ سال فرانسه، و زیر ۲۱ سال فرانسه بازی کرده‌است.